# Foxes – tjejmaffian
Foxes – tjejmaffian (originaltitel: Foxes) är en amerikansk tonårs-dramafilm från 1980 i regi av Adrian Lyne, med manus av Gerald Ayres. Filmmusiken komponerades av Giorgio Moroder.

## Handling
Fyra tonårstjejers väg till vuxenlivet i Los Angeles San Fernando Valley. De känner sig svikna av både skolan och hemmet.

## Om filmen
Filmen hade svensk premiär den 9 januari 1981 på biograf Rigoletto i Stockholm och var barnförbjuden. Den har visats i svensk TV på Kanal 5.

## Rollista i urval
- Jodie Foster – Jeanie
- Scott Baio – Brad
- Sally Kellerman – Mary
- Randy Quaid – Jay
- Cherie Currie – Annie
- Marilyn Kagan – Madge
- Kandice Stroh – Deirdre
- Lois Smith – Mrs. Axman
- Adam Faith – Bryan
- Laura Dern – Debbie
- Robert Romanus – Scott